# Mbenbiyo
Mbenbiyo est un village du Cameroun situé dans le département de la Kadey et la région de l'Est. Il fait partie de la commune de Nguelebok, du canton Kako Mbongue.

## Population
En 2005, le village comptait 253 habitants.
En 2012, on y a dénombré 391 personnes.

## Infrastructures
Mbenbiyo dispose notamment d'une école publique, d'un relais de santé communautaire.